# Michael Balint

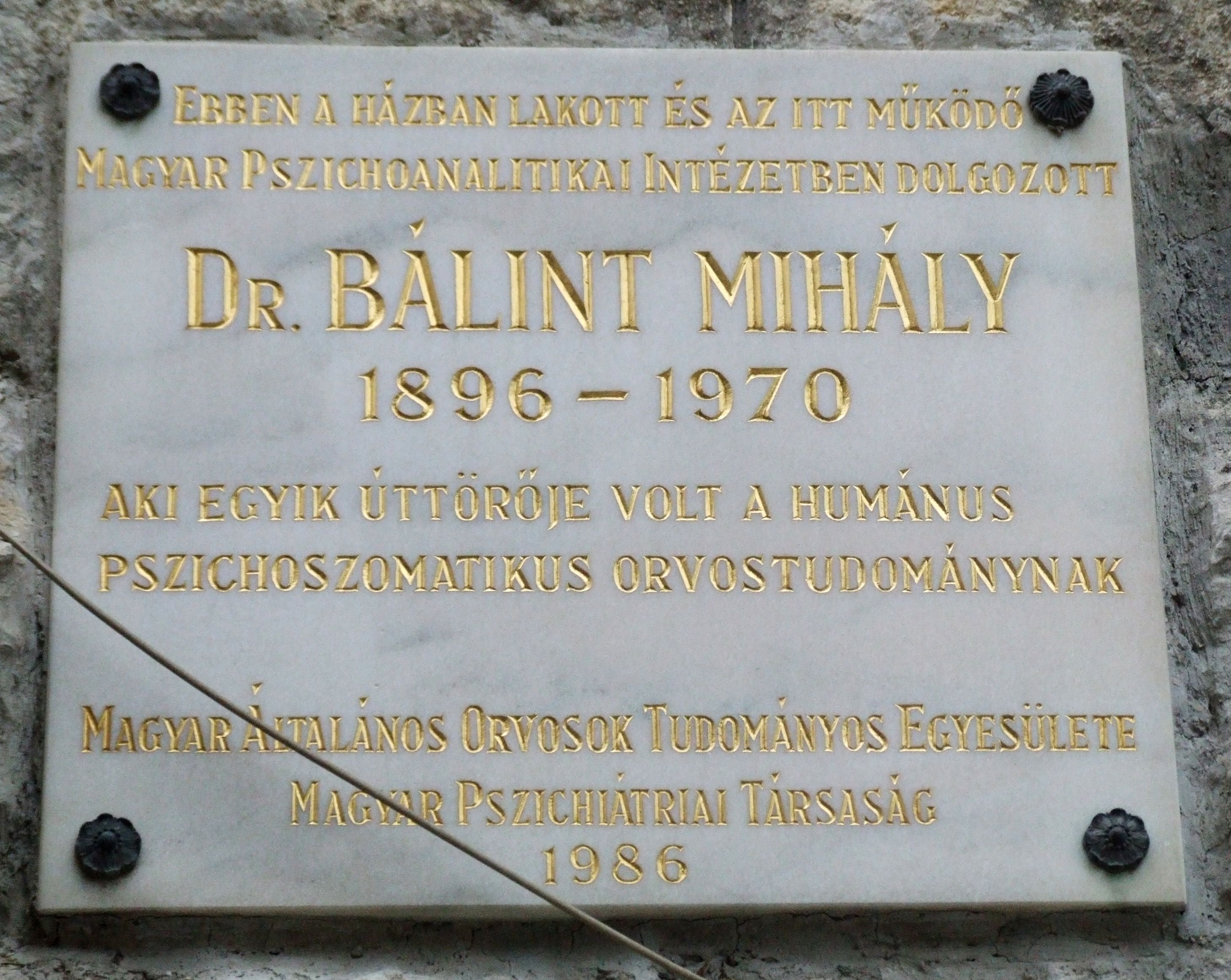
Gedenktafel für Michael Bálint, Budapest 1986

Michael Bálint (* 3. Dezember 1896 in Budapest, Österreich-Ungarn als Mihály Maurice Bergsmann; † 31. Dezember 1970 in London) war ein ungarisch-britischer Psychoanalytiker und der bedeutendste Schüler Sándor Ferenczis.

## Leben
Bálint wurde 1896 als Sohn eines praktischen Arztes in Budapest geboren. Seine Eltern waren ungarische Juden. Später konvertierte er zum Unitarismus und magyarisierte seinen Namen von Bergsmann nach Bálint. Von 1914 bis 1920 studierte Bálint in Budapest Medizin. Er war in dieser Zeit auch Soldat im Ersten Weltkrieg. 1920 wurde er in Budapest promoviert, heiratete 1921 Alice Székely-Kovács, eine Tochter der angehenden Psychoanalytikerin Vilma Kovács, und ging mit ihr nach Berlin, wo beide bei Hanns Sachs eine Lehranalyse erhielten und eine psychoanalytische Ausbildung am Psychoanalytischen Institut begannen. 1924 kehrte er nach Budapest zurück, wo er die psychoanalytische Ausbildung bei Sándor Ferenczi fortsetzte. Später agierte er auch als Herausgeber von dessen Schriften. Seit 1926 war er als Lehranalytiker am Psychoanalytischen Institut in Budapest zugelassen. 1929 publizierte er eine Arbeit über Psychoanalyse und klinische Medizin, die ihn zu einem der Pioniere der psychosomatischen Medizin machte. 1935 wurde er als Nachfolger von Ferenczi Direktor des Budapester Psychoanalytischen Instituts. Sein erstes Buch publizierte er 1938.
Der Antisemitismus im Horthy-Regime veranlasste ihn, 1939 mit Frau und Kind nach England zu emigrieren, er ging zunächst nach Manchester und später nach London. 1947 nahm er seine Arbeit an der Londoner Tavistock Clinic auf, wo er, zusammen mit seiner zweiten Frau Enid Bálint, seine Forschungen am Family Discussion Bureau begann. Er entwickelte in den 1950er Jahren in Großbritannien eine Reflexions-Gruppe für Ärzte („Bálint-Gruppe“), bei der in Form der Supervision die Beziehung der Ärzte zu ihren Patienten psychoanalytisch thematisiert wurde. 1968 wurde er zum Präsidenten der Britischen Psychoanalytischen Gesellschaft gewählt.

## Wissenschaftliche Themen
Bálints vorrangiges Interesse galt der Wirkung der frühkindlichen Erfahrung, der frühen Mutter-Kind-Beziehung und der Entwicklung neuer therapeutischer Techniken (z. B. der Fokaltherapie).
Er setzte sich intensiv mit dem Einfluss unbewusster Phantasien des Arztes gegenüber dem Patienten auseinander. Dabei zeigte er auf, dass psychologische Komplexe vom Arzt unreflektiert auf den Patienten übertragen werden können und so sowohl die Haltung dem Patienten gegenüber als auch therapeutische Entscheidungen wesentlich mitbestimmen.

## Bálintgruppen
Im Jahre 1950 fand das erste Seminar für Allgemeinmediziner statt, eine Fallbesprechungsgruppe, in der es um die Auseinandersetzung mit den in der allgemeinärztlichen Praxis auftretenden psychologischen Dynamiken ging. Als sogenannte Bálintgruppen haben diese Seminare inzwischen weltweit Verbreitung gefunden.
Diese Seminare boten Hausärzten Gelegenheit, miteinander und mit Balint Aspekte ihrer Arbeit mit Patienten zu diskutieren. Seit seinem Tod ist die Fortsetzung dieser Arbeit durch die Gründung der Balint Society gesichert. In Deutschland gehört die Pflegewissenschaftlerin Hilde Schädle-Deininger zu den Befürworterinnen von Bálintgruppen in der psychiatrischen Pflege.

## Werke
In Angstlust und Regression (Original: Thrills and Regressions. London 1959) hat Bálint die Dynamik des Autonomie-Abhängigkeitskonflikts vertieft dargestellt. Durch Einführung des Begriffspaares Oknophilie und Philobatismus bereicherte er das Verständnis des Psychologischen Grundkonflikts der innerseelischen Dynamik nachhaltig.
- Der Arzt, sein Patient und die Krankheit (1966), Stuttgart: Klett-Cotta, 10. Auflage 2001, ISBN 3-608-94003-0, Original: The doctor, his patient and the illness., London 1957.
- Angstlust und Regression, Klett-Cotta (1999), ISBN 3-608-95635-2 (Original: Thrills and Regressions, London 1959, ISBN 978-0-8236-6540-2).
- Therapeutische Aspekte der Regression. Die Theorie der Grundstörung. Neuauflage, aus dem Englischen von Käte Hügel, 3. Auflage 2003, ISBN 978-3-608-91912-7.

## Sekundärliteratur
- André Haynal: Die Technik-Debatte in der Psychoanalyse. Freud, Ferenczi, Bálint. (Geist und Psyche). Fischer-TB.-Verlag, Frankfurt am Main 1989.
- Zvi Lothane: The Human Dilemma: Heterosexual, Homosexual, Bisexual, Holosexual?, In: Issues in Ego Psychology, Volume 15, Number 1, 1992; also published in: Schwartz, C. and Martin A.Schulman (eds) (2002): Sexual Faces, Madison CT:IUP, zu Sigmund Freud, Sandor Ferenczi, Otto Fenichel und Michael Bálint.
- Ralf Bröer: „Ärzte verschreiben am häufigsten die Droge Arzt.“ Heute vor 100 Jahren ist der ungarische Psychoanalytiker Michael Bálint geboren worden, In: Ärzte-Zeitung, Ärzte-Zeitung-Verl.-Ges. Neu-Isenburg, Nr. 219, 3. Dezember 1996, S. 30.
- Michael Laier: Bálint, Michael. In: Werner E. Gerabek, Bernhard D. Haage, Gundolf Keil, Wolfgang Wegner (Hrsg.): Enzyklopädie Medizingeschichte. De Gruyter, Berlin / New York 2005, ISBN 3-11-015714-4, S. 134.